# L'Abolitioniste français
 (septembre 2013).
Si vous disposez d'ouvrages ou d'articles de référence ou si vous connaissez des sites web de qualité traitant du thème abordé ici, merci de compléter l'article en donnant les références utiles à sa vérifiabilité et en les liant à la section « Notes et références ».
L'Abolitioniste français est une publication périodique mensuelle française éditée à l'initiative de la Société française pour l'abolition de l'esclavage dont le premier numéro est publié en janvier 1844 qui militait en faveur de l'abolition de l'esclavage dans les colonies avant que celle-ci ne devienne effective en 1848. 
Il s'écrivait Abolitioniste avec un seul "n" car ce mot, inspiré du terme anglais "abolitionist" s'écrivait ainsi à cette époque.
Ses bureaux se trouvaient à Paris 12, Rue Taranne.
En 1845, son abonnement coûtait 6 francs par an et 8 francs pour les abonnés résidant dans les colonies ou dans un pays étranger.
Cette publication succède au journal de la Société française pour l'abolition de l'esclavage publié pour la première fois en 1834 et qui avait cessé de paraître.
Le propriétaire-gérant est François-André Isambert (avocat) jusqu'à la mi-1844, puis lui succède son fils Alfred Isambert, avocat.
À partir de 1846, s'y trouve figuré en première page une nouvelle mouture de l'ancien sceau emprunté aux Anglais que les sociétés abolitionnistes françaises utilisaient depuis la société des Amis des Noirs et des Colonies. Cette fois, l'esclave enchaîné et à genoux se tourne vers la gauche ; et sous le médaillon figurait une légende expliquant que la Société française pour l'abolition de l'esclavage devait ce sceau à Marck Wilks, qui avait déjà été associé à la Société de la morale chrétienne.